# Porte-sandale
Un porte-sandale est une personne qui porte les sandales de son supérieur. Le rôle a existé dans diverses cultures et époques, étant documenté pour la première fois dans la période prédynastique de l'Égypte (vers le XXXIe siècle avant notre ère).

## Antiquité
Dans l'Égypte antique, porte-sandale est une fonction de première importance. Le titulaire a pour charge de préparer les dossiers, de rassembler les données avant un voyage, de prendre les demandes d'audience, etc. Celui qui portait le titre de porte-sandale d'un pharaon était l'un des hommes les plus influents du pays. Le porte-sandale y est toujours représenté au plus près du roi, derrière lui.
Les premières représentations de porte-sandale se trouvent sur les têtes de massues du roi Scorpion et de Narmer, ainsi que sur les deux côtés de la palette de Narmer, où il est identifié par une rosette et une massue comme le serviteur du roi. D'après les interprétations de ces représentations, le porte-sandale était probablement un fonctionnaire de haut rang, accompagnant le pharaon lors d'occasions importantes, . Le porte-sandale assumait également le rôle de laveur de pieds, une tâche courante dans les temps anciens. Le porte-sandale y est toujours représenté au plus près du roi, derrière lui.

## Époque médiévale
Les porteurs de sandales existaient également dans le Japon féodal, ayant une position de statut relativement élevé. La personne la plus célèbre à avoir endossé ce rôle au Japon est probablement Toyotomi Hideyoshi, durant la période Sengoku. D'origine modeste, il a rejoint vers 1557 le clan Oda, alors dirigé par Oda Nobunaga, en tant que modeste serviteur. Il est devenu l'un des porteurs de sandales de Nobunaga et était présent à la bataille d'Okehazama en 1560, lorsque Nobunaga a vaincu Imagawa Yoshimoto pour devenir l'un des plus puissants seigneurs de guerre de la période Sengoku. Après la mort de Nobunaga, il s'est assuré une succession de titres élevés à la cour impériale, y compris, en 1585, le poste prestigieux de kanpaku (régent).

## Littérature romanesque
Ce rôle est longuement illustré dans les cinq tomes du roman Ramsès écrit par Christian Jacq. Améni, l'un des personnages principaux, est le porte-sandale de Ramsès II.